# Capela-troiță din Sadu
Capela-troiță din Sadu este un lăcaș de cult aflat pe teritoriul satului Sadu, comuna Sadu, județul Sibiu. A fost ridicată la mijlocul secolului al XVIII-lea.

## Istoric și trăsături
Cimitirul „Buna Vestire” din Sadu este unul dintre cele mai vechi din Mărginimea Sibiului. Conform monografiei parohiale a fost înființat acum cca 700 de ani și este înconjurat de un zid gros de piatră. În acest cimitir se află o capelă-troiță ridicată la mijlocul secolului al XVIII-lea, rectitorită mai târziu de una dintre cele mai mari personalități născute în satul din Mărginimea Sibiului, medicul oftalmolog Ioan Piuariu-Molnar, undeva între anii 1780 și 1800, în memoria soției sale.Se remarcă prin valoarea artisitică deosebită, fiind pictată de renumiții frați Grecu din Săsăuș
.
„Ne dorim ca troița să fie repusă în valoare din punct de vedere arhitectural și istoric. Ne dorim să restaurăm pictura care este de o frumusețe și de o expresivitate deosebite. Frații Grecu erau cei care pictau cu sufletul și am spune că în vârful penelului lor se găsea și o parte din sufletul lor, lucru care trebuie păstrat și, din fericire, în stadiul actual al picturii, ea poate fi salvată, restaurată și păstrată pentru posteritate ”—preotul paroh Adrian Drăgușin

## Vezi și
- Sadu, Sibiu
- Ioan Piuariu-Molnar, (1749-1815) -  medic și filolog.

## Imagini

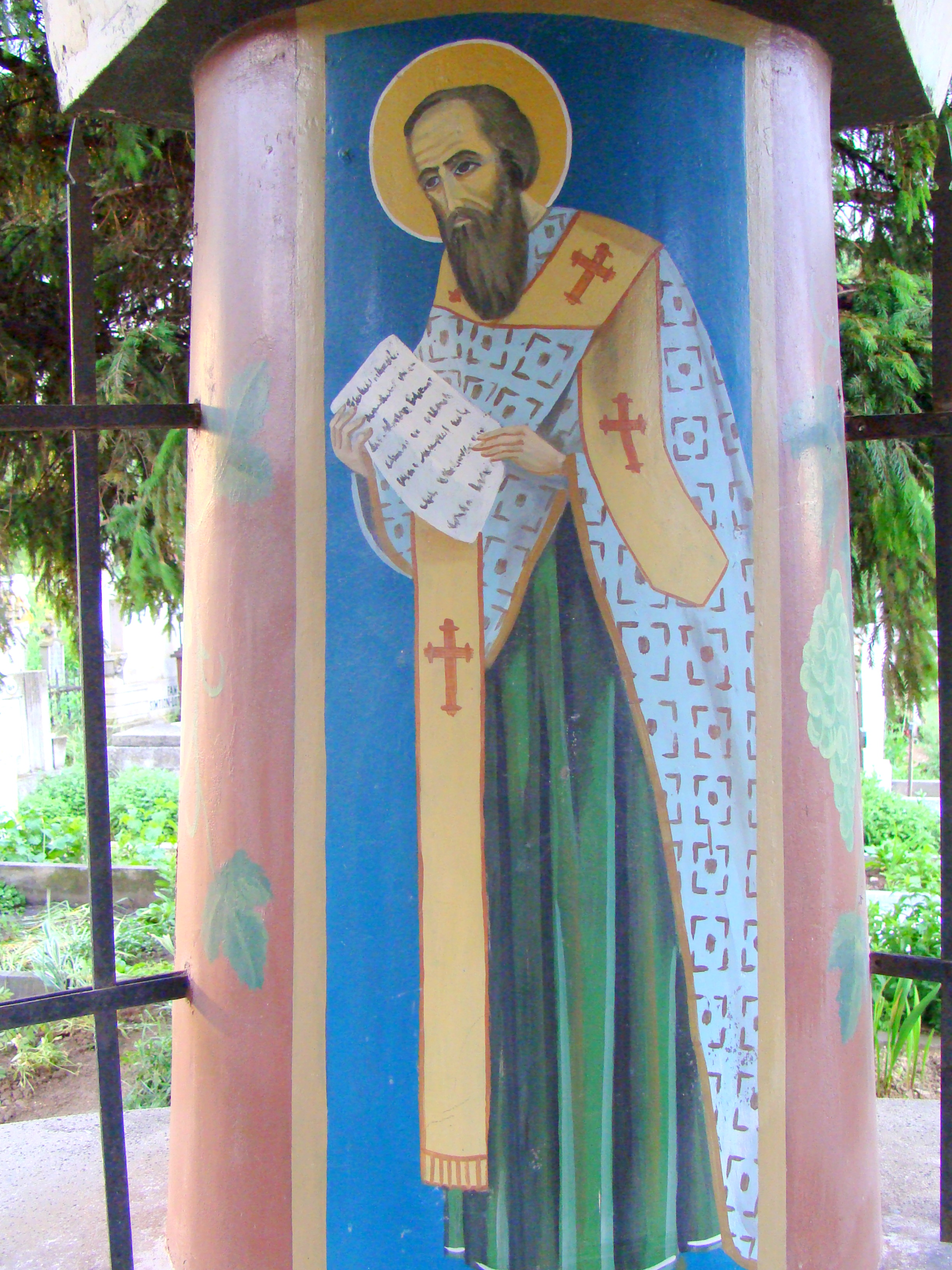
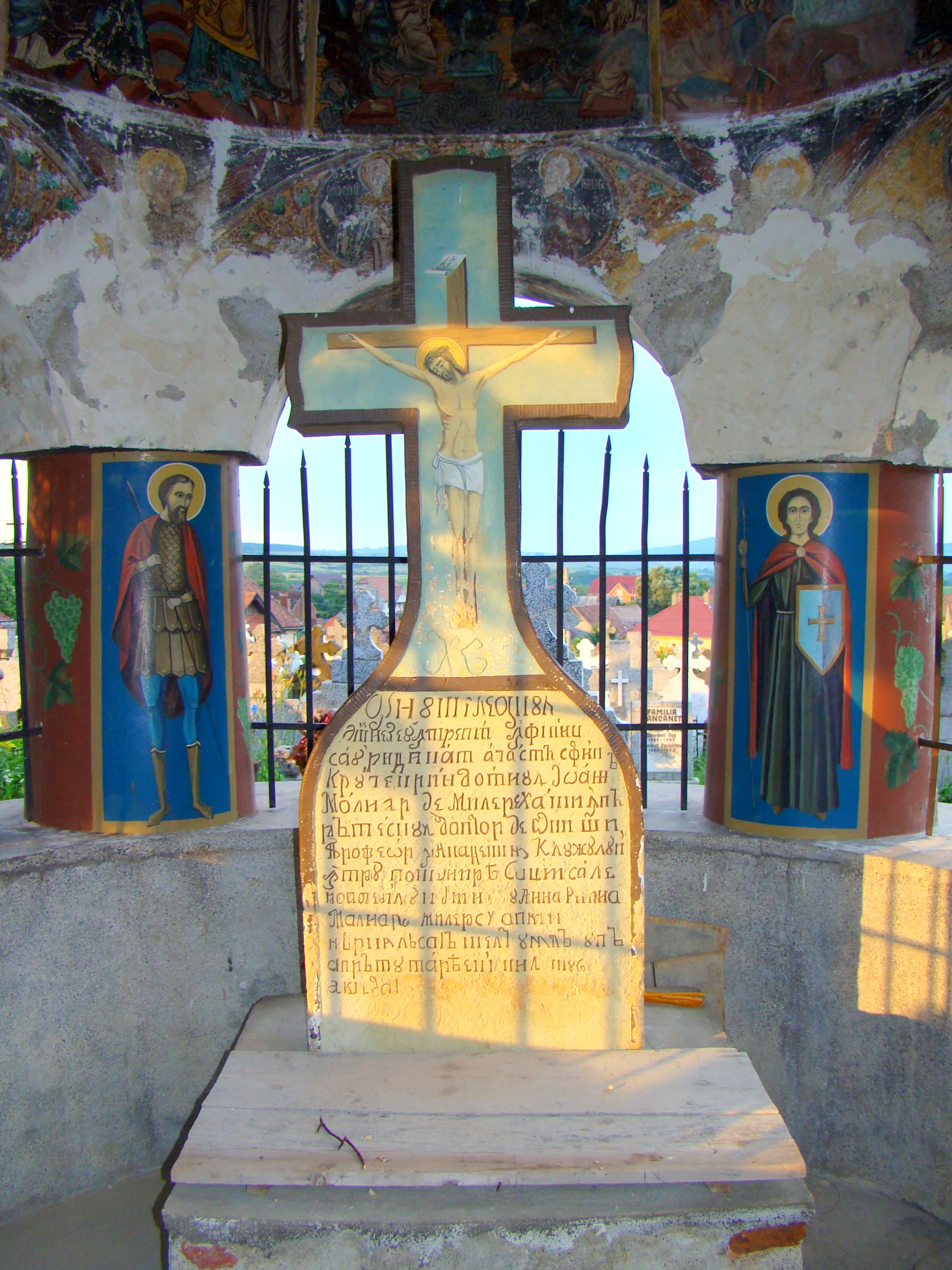
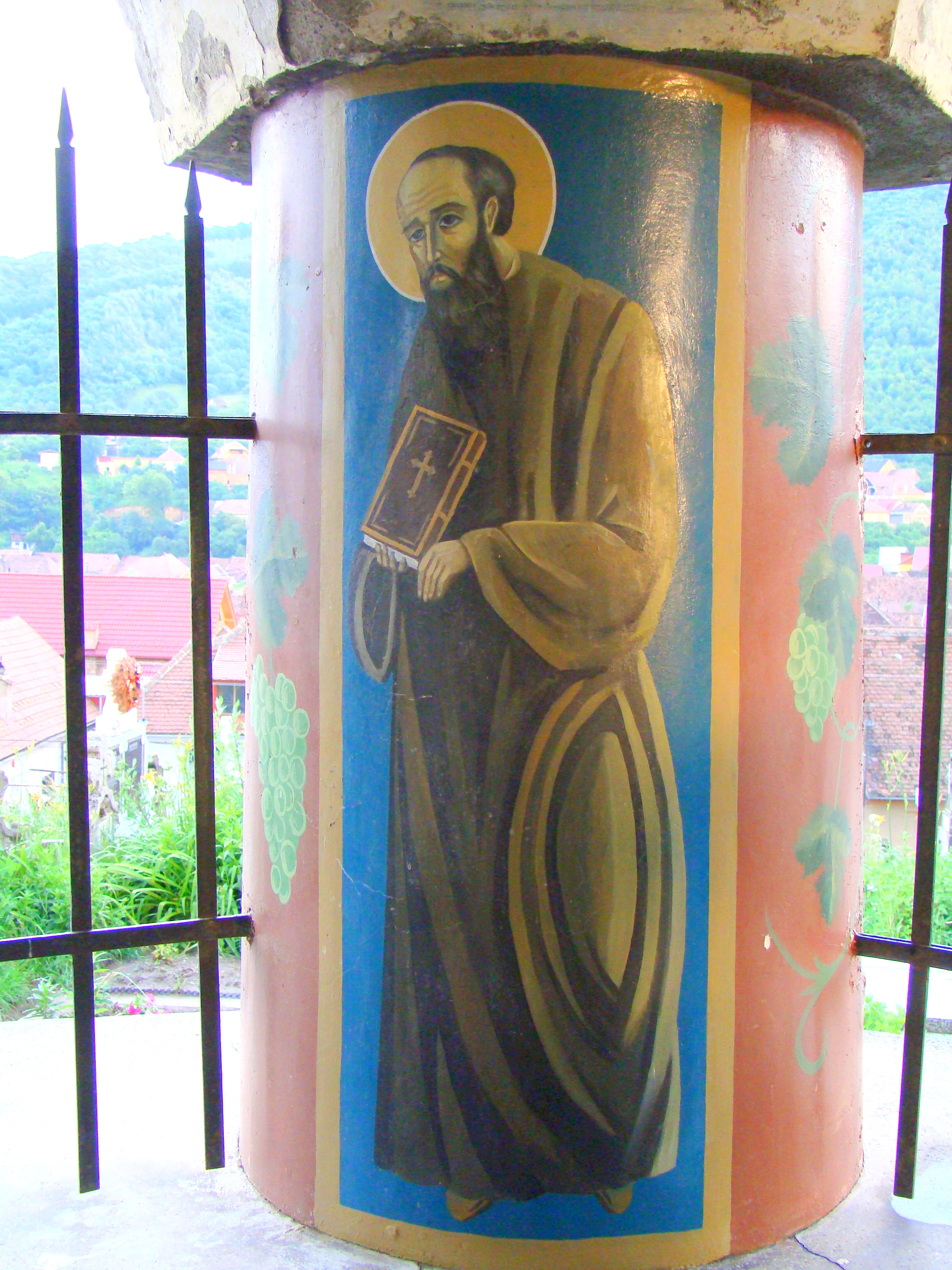
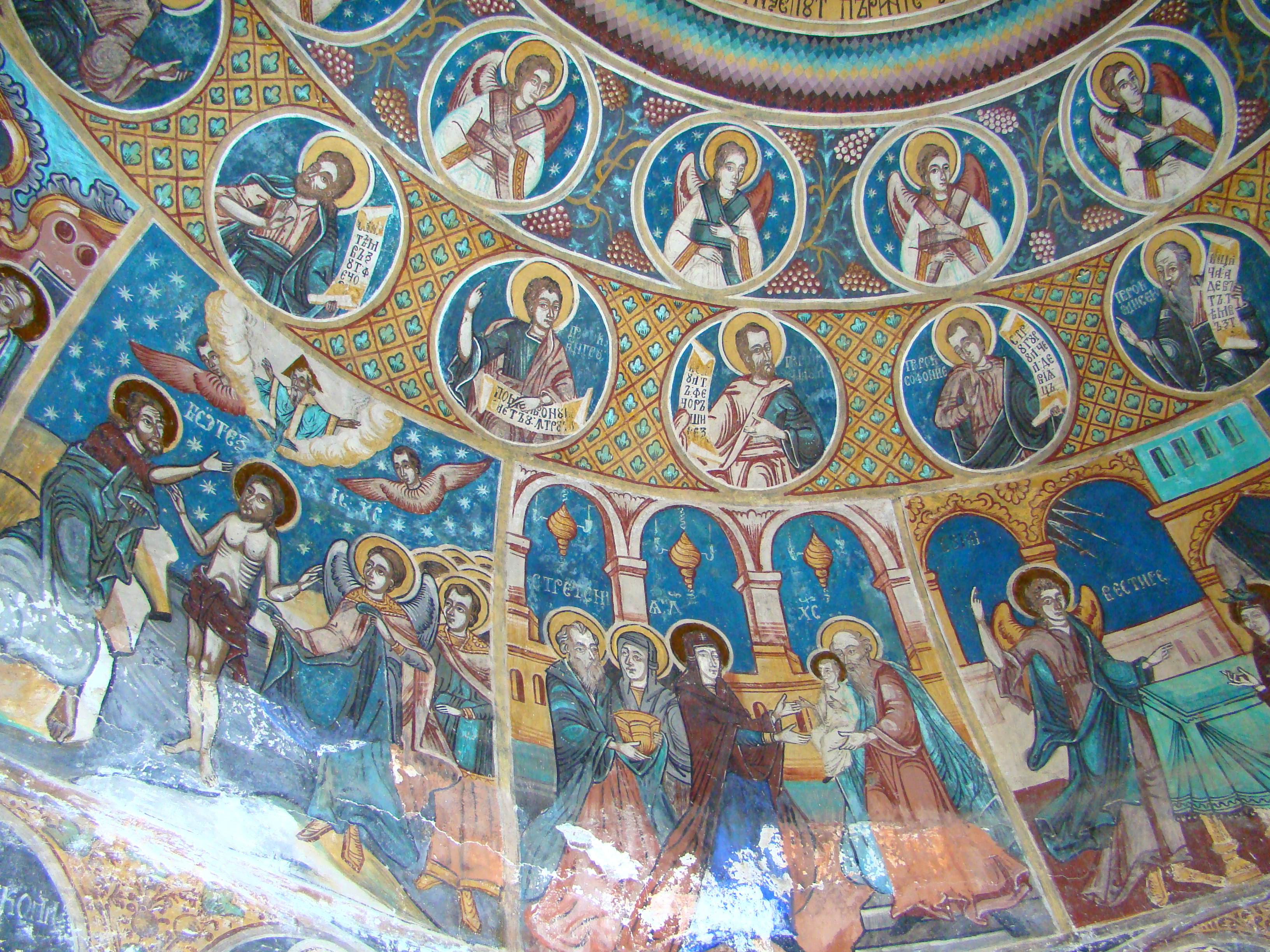
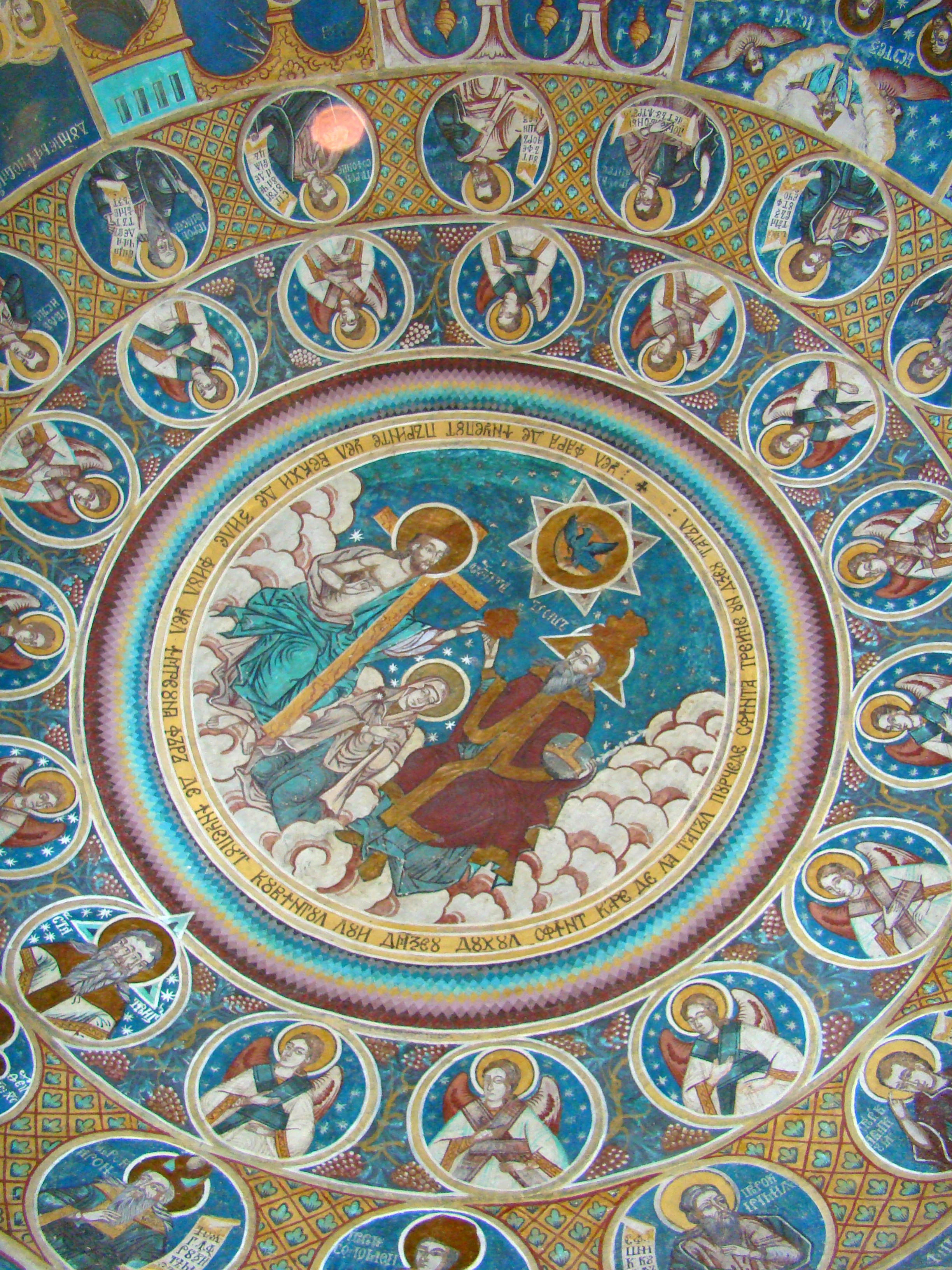
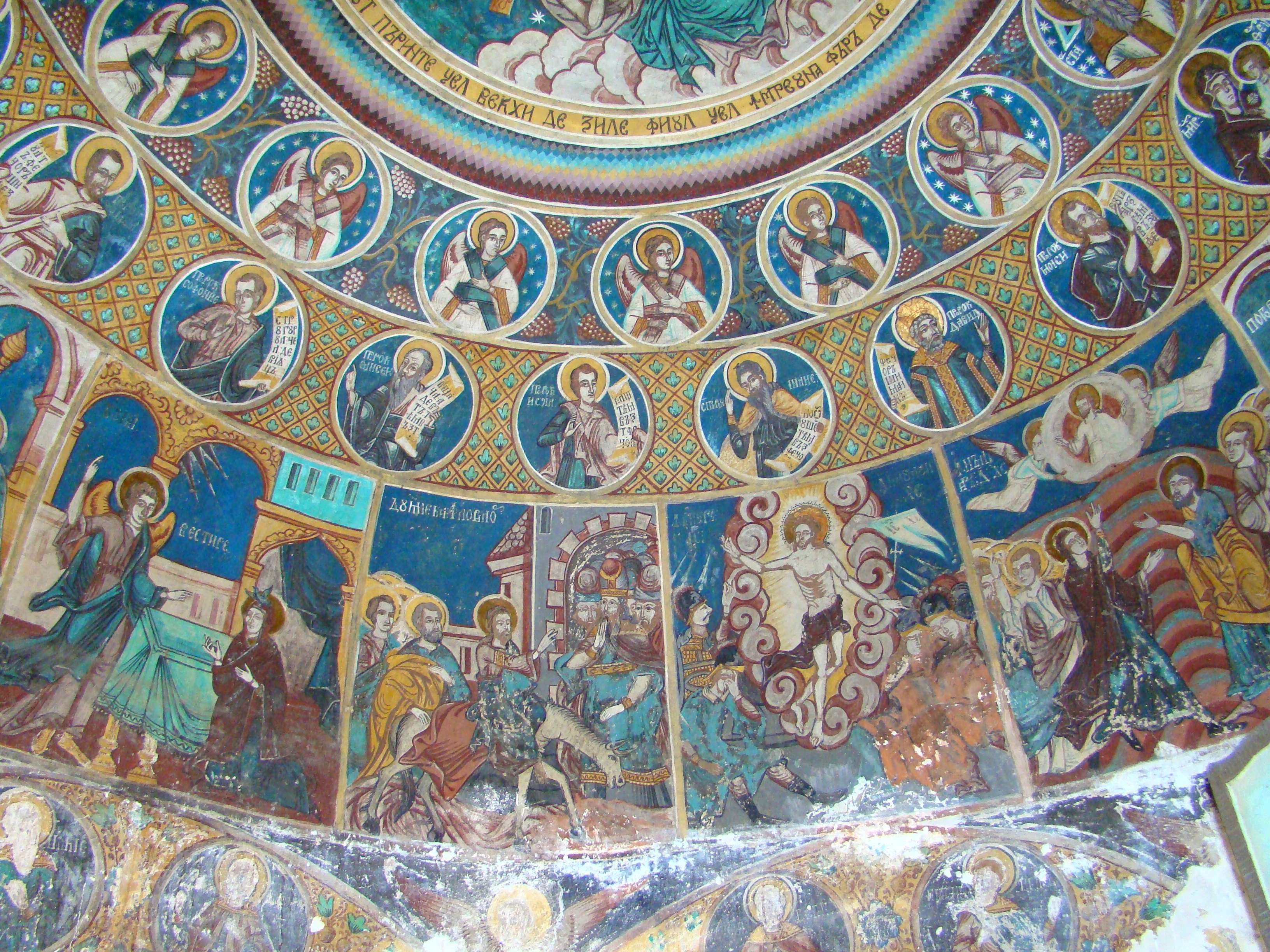
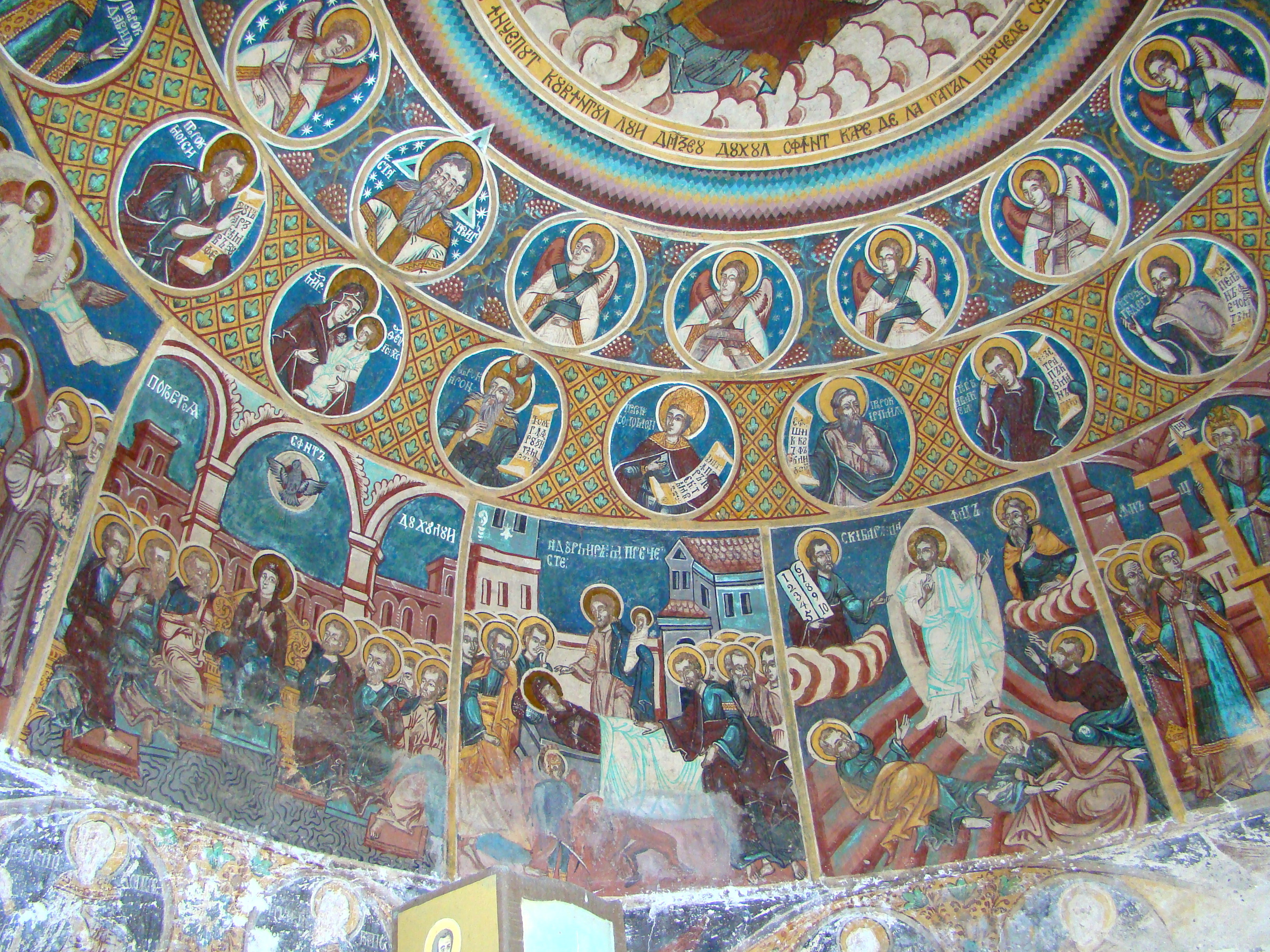
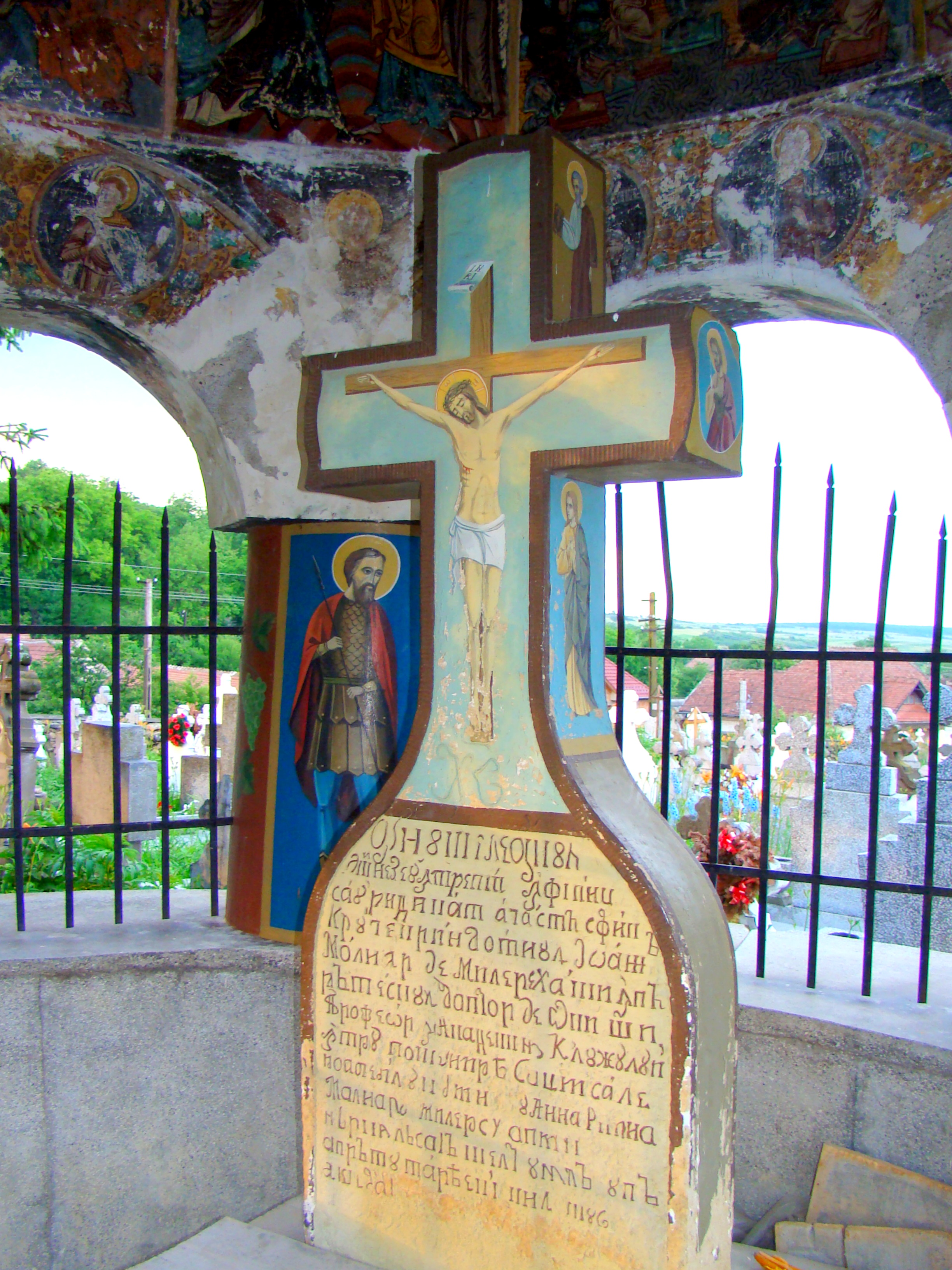
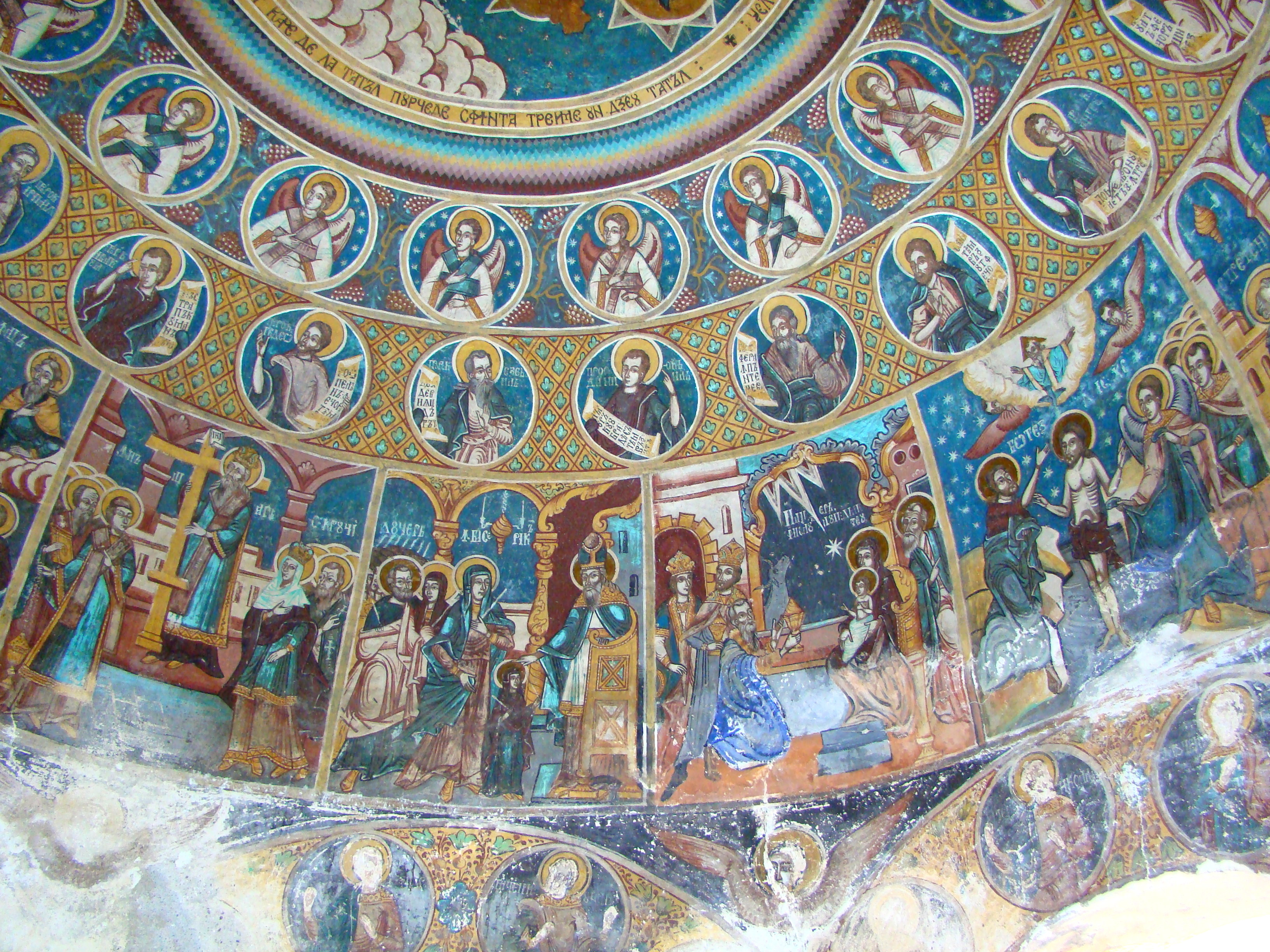
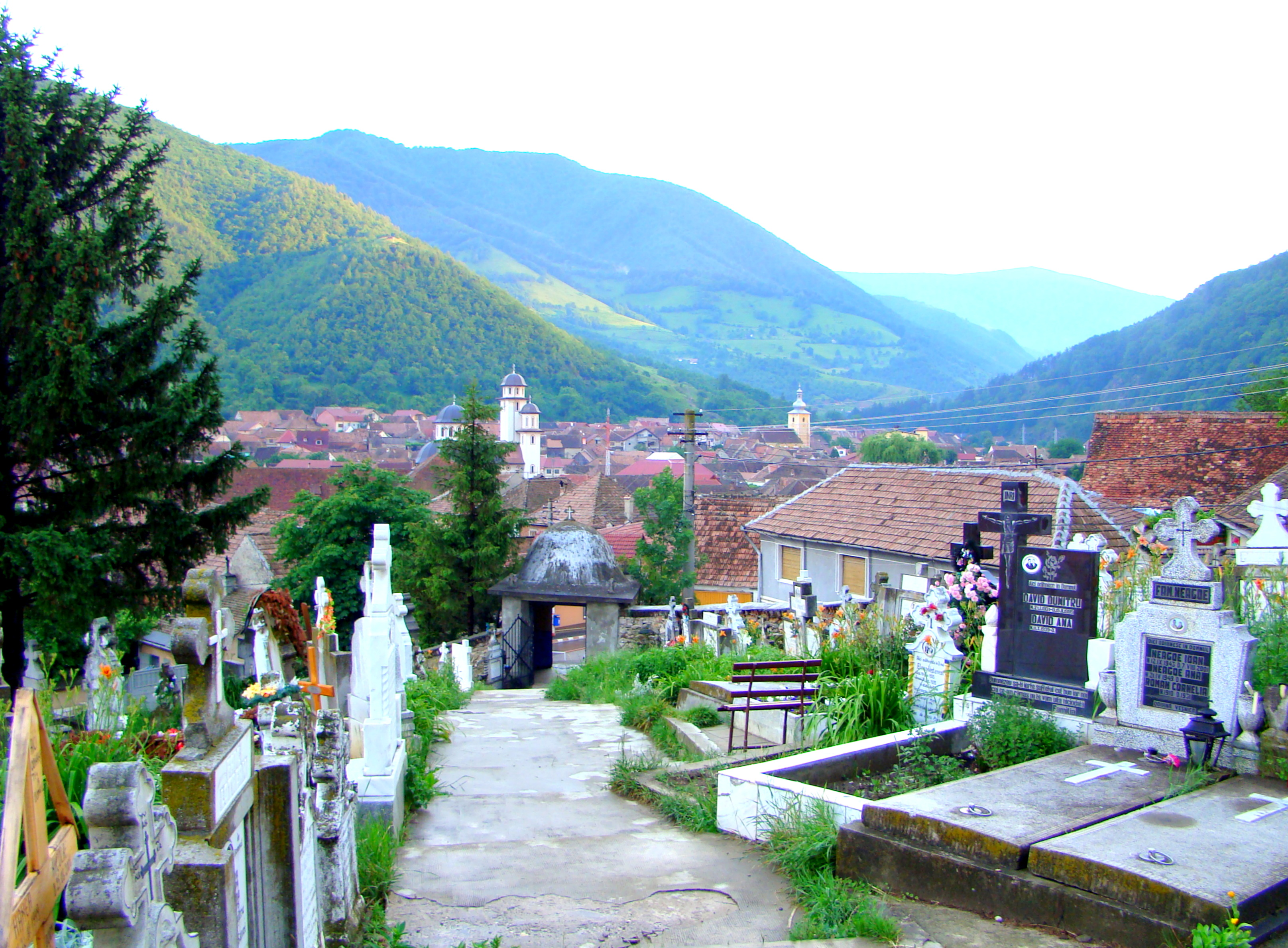